# Público (Portogallo)
Público è un quotidiano portoghese con sede a Lisbona.
Público è stato pubblicato per la prima volta il 5 marzo 1990. Il giornale è stato fondato da Sonae ed è di proprietà del gruppo Sonae. Nel 1992 la società di media italiana Repubblica International Holding SA, una controllata del Gruppo Editoriale L'Espresso, ha acquisito il 16,75% della proprietà.
Público è pubblicato in formato tabloid e ha sede a Lisbona. Il giornale è noto come una pubblicazione della "scuola francese" con testi estesi e poche illustrazioni.
Público è uno dei primi giornali tradizionali portoghesi ad avere un'edizione online, iniziata nel 1995. La sua edizione online era gratuita e comprendeva quasi tutti gli articoli dell'edizione cartacea, ad eccezione delle immagini. Nel 2005 è passato da un modello di accesso completamente gratuito a un modello di accesso con abbonamento. Nel 2006, la versione HTML dell'edizione corrente è tornata gratuita, mentre gli altri contenuti, come la versione PDF (solo per gli abbonati), la versione HTML migliorata e l'accesso alle edizioni passate, sono ancora soggetti a registrazione e abbonamento. 
Il giornale è stato premiato come Giornale europeo dell'anno nella categoria dei giornali nazionali dall'European Newspapers Congress nel 2014. L'attuale linea editoriale è apertamente filoeuropeista.